# Grays Athletic Football Club
Maillots
Le Grays Athletic Football Club est un club anglais de football basé à Grays. Le club évolue cette saison en Isthmian Football League Division One North (D8).

## Repères historiques
- Le club est fondé en 1890.

## Palmarès
- Conference South (D6) : 
  - Champion : 2005

- FA Trophy :
  - Vainqueur : 2005, 2006

## Entraîneurs
- 2007-2008 :  Justin Edinburgh

## Anciens joueurs
- Danny Maddix
- Jason Dozzell
- Ian Selley